# John Rose (homme politique, 1965)
Pour l’article homonyme, voir John Rose.
John Williams Rose, né le 23 février 1965 à Cookeville (Tennessee), est un homme politique américain. Membre du Parti républicain, il est élu du Tennessee à la Chambre des représentants des États-Unis depuis 2019.

## Biographie
John Rose grandit à Cookeville. Il est diplômé d'un baccalauréat universitaire en sciences de l'université technologique du Tennessee en 1988, d'une maîtrise en sciences de l'université Purdue en 1990 et d'un juris doctor de l'université Vanderbilt en 1993. Il prend la direction de la ferme familiale dans les comtés de DeKalb et Smith.
En 2002, il est nommé commissaire du département de l'agriculture du Tennessee. Il quitte ce poste l'année suivante. Il dirige également le bureau de l'association des foires du Tennessee.
John Rose se présente à Chambre des représentants des États-Unis lors des élections de 2018. Dans le 6e district du Tennessee, dans le nord de l'État, il entend succéder à la républicaine Diane Black, candidate au poste de gouverneur. Il remporte la primaire avec 41 % des voix face à quatre autres candidats, devançant de dix points son principal adversaire l'ancien juge Bob Corlew,. En novembre, il est élu représentant des États-Unis avec environ 70 % des voix face à la démocrate Dawn Barlow (28 %) et deux indépendants. Il nomme l'ancien représentant Van Hilleary (en) comme son chef de cabinet.

## Positions politiques
John Rose est un républicain conservateur. Il se présente comme un allié du président Donald Trump, opposé à l'avortement, soutien du deuxième amendement et de la construction du mur à la frontière mexicaine,.